# تناظر دوراني

التريسكليون كما يظهر على علم جزيرة مان

عموماً؛ أن يطلق على شكل ما أنه ذو تناظر دوراني (بالإنجليزية: Rotational symmetry)‏ تعنى أن يبدو الشكل كما هو بعد تدويره بمقدار معين أقل من 360 درجة.
ومحور التماثل الدوراني هو عبارة عن الخط الذي يمر بالمركز والذي يدور حوله الشكل. ويطلق على المحور اسم ثنائي التماثل أو ثلاثي التماثل أو رباعي التماثل أو سداسي التماثل، حسب عدد المرات خلال دورة كاملة (أي 360 درجة) التي يظهر فيها الشكل متخذا في كل مرة وضعا مشابها للموضع الأول. ففي حالة المحور ثنائي التماثل يظهرالوجه كل 180 درجة. ويتكرر وضع البلورة مرتين في 360 درجة. وفي حالة المحور ثلاثي التماثل، يظهر الوجه كل 120 درجة، ويتكرر وضع شكل، فإن الوجه يظهر كل 90 درجة، ويتكرر وضع البلورة أربع مرات خلال 360 درجة.
وقد يكون للشكل أكثر من تناظر دوراني، على سبيل المثال فالتريسكليون الذي يظهر على علم جزيرة مان في الصورة المجاورة ذو تناظر دوراني ثلاثي بإهمال الانعكاسات والانقلاب رأساً على عقب. درجة التناظر الدوراني هي كم من الدرجات يجب أن يدار وفقها الجسم ليبدو نفسه على جانب مختلف أو قمة مختلفة. ولا يمكن أن يكون نفس الجانب أو القمة.

## أمثلة أخرى
محور تناظر دوراني : هو المحور العمودي المار بوسط الشكل «المتناظر».
| - علامة مرور، ثلاثية التناظر الدوراني - شكل مسطح ثلاثي التناظر الدوراني |  |
|                                                                         |  |
| C4 (محور رباعي التناظر الدوراني)                                        |  |
| - صليب هندي معقوف، رباعي التناظر الدوراني.                              |  |

## محاور التناظر

هرم رباعي، يسمى المحور الساقط من قمة الهرم إلى منتصف القاعدة "محور رباعي التناظر الوراني".

- محور رباعي : هو المحور المار من قمة شكل هرمي منتظم إلى منتصف القاعدة. فإذا أمسكنا الشكل الهرمي بإصبعي السبابة والإبهام ونظرنا إلى أحد الواجهات، فعند تدوير الهرم بمقدار 90 درجة واجهنا الوجه المجاور، وعندما ندير الهرم بمقدار 90 درجة أخرى فيواجهنا الوجة الثالث للهرم، وبتدوير الهرم مرة ثالثة بمقدار 90 درجة يواجهنا الوجه الرابع للهرم. وبعد 90 درجة أخرى يعود الوجه الأول الذي بدأنا منه. بناء على يكون للهرم محور رباعي التناظر. ولا يوجد لهذا الجسم محور رباعي آخر.
- محور رباعي : في حالة الهرم المزدوج، أي هرمان متماثلان ملتحمان القاعدة. هذا الجسم أيضا له محور واحد رباعي التناظر. وهذا المحور هو المار بين قمتي الهرمين.

## محاور التناظر للمكعب
يتميز المكعب بعدة محاور تناظر دورانية :
أولا : ثلاثة محاور رباعية التناظر :
نمسك بالإبهام والسبابة المكعب من وسط وجهين متوازيين رأسيًا، وننظر أفقيًا إلى أحد أوجهه. نستطيع إدارة المكعب حول هذا المحور على زوايا كل منها 90 درجة (أربعة مرات)، حتى يعود السطح الأول مقابلًا لنا.
وبما أن المكعب له ستة أوجه متماثلة، فيكون له ثلاثة محاور رباعية الدوران.
ثانيا: ستة محاور ثنائية التناظر : 
نمسك بالإبهام والسبابة من وسط حافتين متوازيتين للمكعب. نرى سطحها مربعًا في مواجة العينين. وعند إدارة المكعب بزاوية 180 درجة يظهر الوجه المقابل. فيكون هذا المحور محور ثنائي التناظر الدوراني للمكعب. وحيث أن للمكعب 12 حافة، يكون له 6 محاور ثنائية التناطر الدوراني.
ثالثا : أربعة محاور ثلاثية التناطر :

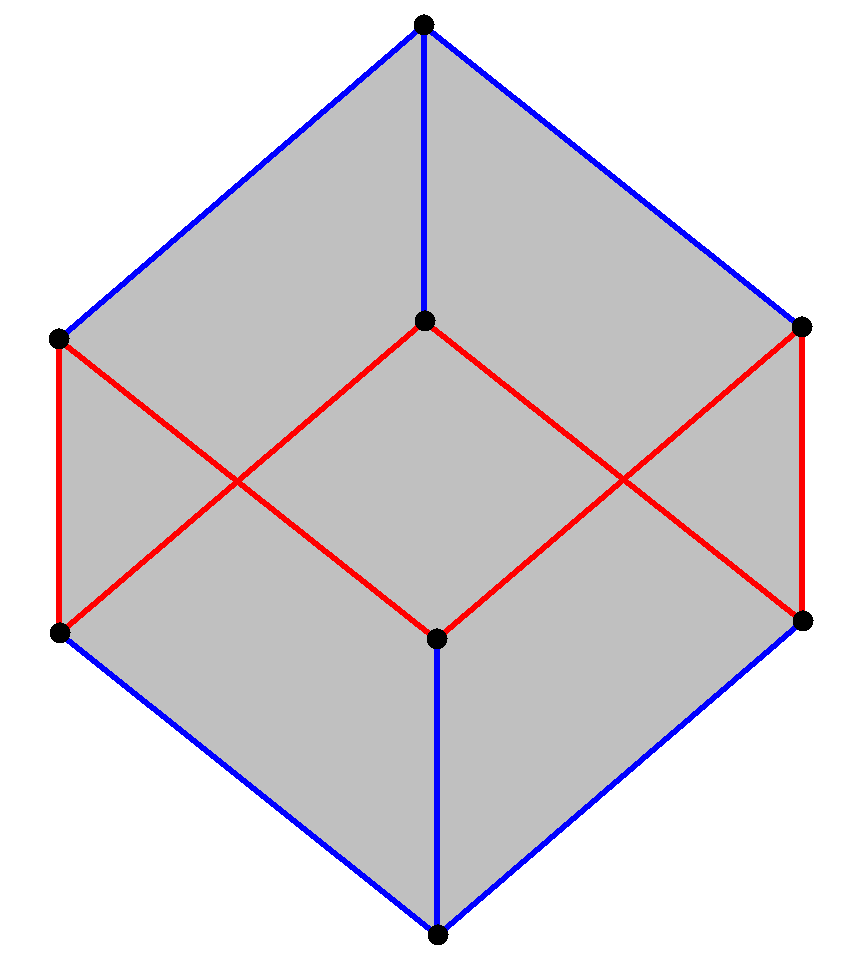
المحور الثلاثي هو المحور الواصل رأسيا في الوسط، من أعلى نقطة إلى أسفل نقطة.

نمسك بالإبهام والسبابة بركنين متقابلين للمكعب. نستطيع تدوير المكعب كل 120 درجة لكي نرى نفس شكل الأوجه المقابلة لنا. وبعد ثلاثة مرات يعود الشكل الذي بدأنا به بعد 360 درجة. فيكون للمكعب أيضًا أربعة محاور ثلاثية التناظر.
وينطبق كل ذلك أيضا على النظام البلوري الرباعي

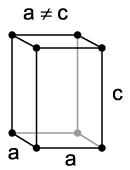
رباعي بسيط
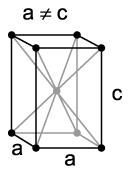
رباعي مركزي

## نظام بلوري سداسي

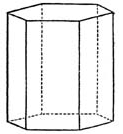
hexagonal-prismatisch

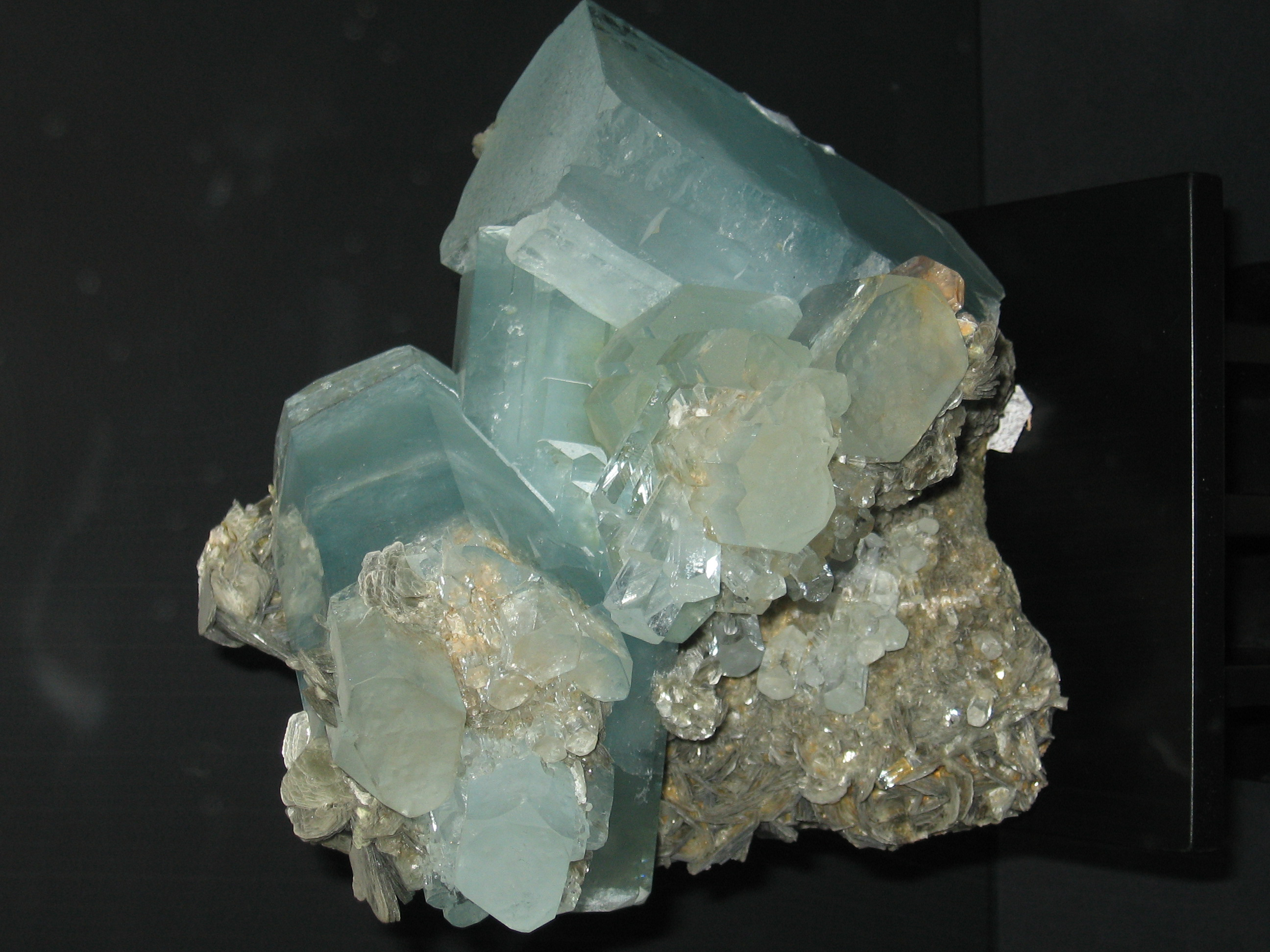
يتبلور البريل طبقا للنظام السداسي.

يتسم النظام البلوري السداسي بوجهين اثنين سداسيين متوازيين، و 6 أوجه مستطيلة متماثلة على الجوانب.
فما هي محاور التناظر الدوراني له؟
أولا : محور تناظر دوراني واحد : 
وهو ذلك المحور عندما نمسك بإصبع السبابة والإبهام من وسط السطحين السداسيين. نبدأ بهذا الوضع رأسيًا وننظر إلى أحد الأوجه المستطيلة. نقوم بتدوير البلورة المسدسة بمقدار 60 درجة فنرى أمامنا السطح المستطيل الثاني، وبعد إدارة ثانية بزاوية 60 درجة نرى السطح المستطيل الثالث. وهكذا حتى يعود أمامنا السطح الذي بدأنا منه التدوير.
أي بعد 6 مرات 60 درجة، ولا يوجد له سوى هذا المحور سداسي التناظر الدوراني.
ثانيا : ستة محاور ثنائية التناظر الدوراني : 
عندما نمسك بالإبهام والسبابة وسط وجهين مستطيين، ونرى في مواجهتنا أحد السطحين السداسيين. عندما نُدير البلورة السداسية 180 درجة يأتي أمامنا السطح السداسي الثاني، وبعد إدارته مقدار 180 درجة أخرى يعود السطح السداسي الذي بدأنا به. أي يكون المحور الواصل بين السبابة والإبهام محور ثنائي التناظر. وبما أن البلورة السداسية لها ستة أسطح مستطيلة يكون للبلورة السداسية ثلاثة محاور ثنائية التناظر الدوراني.
فأين الثلاثة محاور ثنائية التناظر الدورانية الأخرى؟
نجدهم عندما نمسك بالإبهام والسبابة من منتصف أحد أضلاع البلورة السداسية والضلع المقابل له. فنرى أحد السطحين المسدسين. ونكرر ما فعلناه في السابق، فنجد أن للبلورة السداسية ثلاثة محاور من هذا النوع.
فيكون للبلورة السداسية 6 محاور ثنائية التناظر الدوراني.

### أشكال أخرى من البلورات السداسية

hexagonale Kristallformen
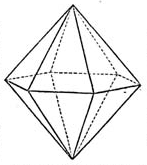
hexagonal-dipyramidal
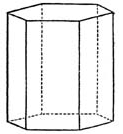
hexagonal-prismatic
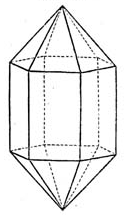
Combination Prisma – Pyramide
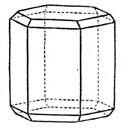
Combination Prisma with pyramidal Base

## انظمة أخرى
تلك الأشكال التناظرية المجسمة التالية تسمى جوامد أرشميدس وتتميز بأعداد كبيرة من محاور التناظر الدوراني:
| Archimedean solids    | Archimedean solids   | Archimedean solids      | Archimedean solids      | Archimedean solids          |
| --------------------- | -------------------- | ----------------------- | ----------------------- | --------------------------- |
| truncated tetrahedron | truncated octahedron | عشروني أوجه مقطع الرؤوس | truncated cuboctahedron | truncated icosidodecahedron |

- كما توجد 9 أشكال مجسمة تسمى «جوامد جونسون»:

| Prismoids                | Prismoids           |                   |
| ------------------------ | ------------------- | ----------------- |
| موشور سداسي [الإنجليزية] | Hexagonal antiprism | Hexagonal pyramid |

| Other symmetric polyhedra     | Other symmetric polyhedra      | Other symmetric polyhedra         | Other symmetric polyhedra |
| ----------------------------- | ------------------------------ | --------------------------------- | ------------------------- |
| Truncated triakis tetrahedron | Truncated rhombic dodecahedron | Truncated rhombic triacontahedron |                           |